# رودريغو ميلو فرانكو
رودريغو ميلو فرانكو (بالبرتغالية: Rodrigo Melo Franco‏) هو مؤرخ الفن وصحفي برازيلي، ولد في 1898 في بيلو هوريزونتي في البرازيل، وتوفي في 1969 في ريو دي جانيرو في البرازيل.